# Британська мережа кібербезпеки
Спільнота кібербезпеки (або інформаційної безпеки) в Сполученому Королівстві Великої Британії та Північної Ірландії дуже різноманітна багатьма зацікавленими групами, які сприяють підтримці британської стратегії кібербезпеки.

## Уряд

### Кібербезпека
Cyber Aware Cyber Aware [Архівовано 28 квітня 2018 у Wayback Machine.] — це урядова-кампанія з підвищення інформованості в суспільстві, про те, як люди можуть захистити себе від кіберзлочинності. В  ній містяться рекомендації щодо простих заходів кібербезпеки.

### Департамент цифрових, культурних, медіа і спорту
Департамент по цифрових, культурних, засобах масової інформації та спорту є одним з провідних урядових відомств з політики в області кібербезпеки, який відповідає за підтримку та просування британського сектора кібербезпеки, просування досліджень і інновацій в області кібербезпеки. Департамент працює разом з Національним центром кібербезпеки, щоб допомогти забезпечити всі британські організації безпекою в Інтернеті.

### Get Safe Online
Get Safe Online — це кампанія в Сполученому Королівстві і національна ініціатива з навчання громадян питань базової комп'ютерної безпеки і конфіденційності в Інтернеті.

### Національне агентство по злочинності (NCA)
У Національному агентстві по злочинності (NCA) знаходиться підрозділ по боротьбі з кіберзлочинністю правоохоронних органів, до складу якого входить Центр захисту дітей і онлайн-захисту.

### Національний центр кібербезпеки (NCSC)
Національний центр кібербезпеки Сполученого Королівства Великої Британії та Північної Ірландії (NCSC) є авторитетом Великої Британії в галузі кібербезпеки, його батьківською організацією є GCHQ. Він замінив CESG (підрозділ інформаційної безпеки GCHQ), а також Центр оцінки кібернетики (CCA), Computer Emergency Response Team UK (CERT UK) і пов'язаний Центр захисту національної інфраструктури (CPNI). NCSC надає консультації і підтримку державному і приватному сектору в тому, як уникнути кібер-загроз.
CESG (спочатку група Communications-Electronics Security Group) була філією GCHQ, який працював над захистом комунікаційних та інформаційних систем уряду і найважливіших частин національної інфраструктури Великої Британії. Центр захисту національної інфраструктури (CPNI) надав захисні рекомендації безпеки для підприємств і організацій по всій національній інфраструктурі.

### Рада національної безпеки
Рада національної безпеки є комітетом, якому доручено контролювати всі питання, що стосуються національної безпеки, координації розвідки та стратегії оборони. 

### Управління кібербезпекою і забезпеченням інформації (OCSIA)
Управління кібербезпеки і забезпечення інформації (OCSIA) підтримує міністра кабінету міністрів, депутата Рот Хон Френсіс Мод і Ради національної безпеки у визначенні пріоритетів щодо забезпечення кіберпростору. Модуль забезпечує стратегічне керівництво та координує дії, пов'язані з підвищенням безпеки кібербезпеки і забезпечення інформації у Великій Британії. OCSIA очолює Джеймс Киналь.

### Надійна програмна ініціатива (TSI)
Ініціатива «Надійна програмна ініціатива» (TSI) —  є хорошою громадською діяльністю у Великій Британії, спонсорується Центром захисту національної інфраструктури Великої Британії, спрямованої на «поліпшення програмного забезпечення».

### Попередження, рекомендації і точки звітності (WARP)
Попередження, рекомендації і точки звітності (WARP) забезпечують належний рівень, в якій члени спільноти можуть спільно використовувати проблеми і рішення.

## Професійні організації та галузеві групи

### UK Cyber Security Forum
Британський форум з кібербезпеки — це соціальне товариство, яке представляє SME's (середній і малий бізнес) у Великій Британії. Форум складається з 20 регіональних кібер-кластерів по всій Великій Британії. Кожен кластер працює як філія Британського форуму з кібербезпеки, і всі вони працюють групами добровольців. Вони проводять заходи по всій Великій Британії, щоб привернути увагу громадськості до кібербезпеки і забезпечити безперервне професійне розвиток кібер-професіоналів. Подробиці всіх офіційних кібер-кластерів можна знайти на вебсайті Форуму. Офіційними кластерами є:
| UK Cyber Clusters                 |
| --------------------------------- |
| Bristol and Bath Cyber            |
| Bournemouth Cyber Cluster         |
| Cambridge Cluster                 |
| East Midlands                     |
| London                            |
| Malvern Cluster                   |
| Norfolk Cyber Cluster             |
| North East Cyber Cluster          |
| North Wales                       |
| North West Cluster                |
| N Somerset Cluster                |
| Oxford                            |
| Scottish Cyber Cluster            |
| Solent Cyber Cluster              |
| South Wales                       |
| South West Cyber Cluster (Exeter) |
| Sussex Cluster                    |
| Thames Valley Cluster             |
| West Midlands Cluster             |
| Yorkshire Cluster                 |

### ADS
ADS — є торговою організацією для компаній, що працюють в британській аерокосмічної, оборонної, охоронної та космічній галузях. 

### Business Continuity Institute (BCI)
BCI — був створений в 1994 році, щоб дати можливість окремим членам отримати керівництво і підтримку з боку практикуючих фахівців з безперервності бізнесу.

### Council of Registered Ethical Security Testers (CREST)
CREST — некомерційна організація з акредитації та сертифікації.

### Форум крипто розробників (CDF)
CDF сприяє глобальним інтересам британської індустрії крипторозвитку.

### Консультативна рада з інформації (IAAC)
IAAC — працює в різних галузях промисловості, урядах і академічних колах з метою забезпечення того, щоб інформаційне суспільство Великої Британії мало надійну кібербезпеку. IAAC була створена баронесою Невілл-Джонс, яка очолювала організацію до 2007 року, передавши свої повноваження нинішньому голові серу Едмунду Бертону. Філії включають BT Group, Northrop Grumman, QinetiQ, Raytheon, PwC, O2 UK, Ultra Electronics і GlaxoSmithKline. У програмі роботи на 2012-2013 роками основна увага приділялася питанням споживання та його впливу на забезпечення інформації.

### Група співпраці щодо забезпечення достовірності інформації (IACG)
IACG — був сформований після національної конференції IA в 2006 році. IACG заохочує тіснішу співпрацю між комерційною базою послуг забезпечення інформації, що працюють в державному секторі Великої Британії. Зацікавлені сторони включають CESG, BIS, Управління кібербезпеки і забезпечення інформації (OCSIA), Центр оперативної безпеки Cyber Security (CSOC) і CPNI. Група підтримує карту спільноти щодо забезпечення інформаційної безпеки Великої Британії, розміщену на вебсайті CESG. Є два співголови: Колін Роббінс з Nexor і Росс Парселл з Thales. IACG припинив свою діяльність в 2014 році.

### Асоціація безпеки інформаційних систем (ISSA)
ISSA — це некомерційна міжнародна професійна організація фахівців з інформаційної безпеки і фахівців-практиків

### Інститут професіоналів інформаційної безпеки (IISP)
IISP — є незалежним некомерційним органом, керованим його членами, з головною метою — підвищити професіоналізм фахівців з інформаційної безпеки і тим самим професіоналізм галузі в цілому.

### ISACA
ISACA — міжнародна професійна асоціація, яка займається управлінням ІТ. Раніше відома як Асоціація аудиту і контролю інформаційних систем. 

### ISC²
ISC² — є Міжнародним консорціумом по сертифікації інформаційних систем, який є некомерційною організацією, яка спеціалізується на освіті та сертифікації в області інформаційної безпеки.

### NDI UK
NDI — це раніше фінансована урядом організація, що створює ланцюжки поставок для MOD і виробників, що використовують SME у Великій Британії

### TechUK
TechUK, раніше відомий як Intellect — є торговельною асоціацією Великої Британії для індустрії технологій Він має групу Cyber Security, зосереджену на областях з високою загрозою, включаючи оборону, національну безпеку і захист критичної національної інфраструктури, розвідки і організованої злочинності під головуванням д-ра Ендрю Рогойскі з Roke Manor Research.. Група безпеки і стійкості працює над створенням міцних відносин між технологічною галуззю і політиками, клієнтами та кінцевими користувачами під головуванням Стівена Кіньяна з Nexor.

### Tigerscheme
Tigerscheme — це комерційна схема сертифікації фахівців з технічної безпеки, підтримувана університетськими стандартами і охоплює широкий спектр знань.
Tigerscheme сертифікована CESG у Великій Британії, і кандидати підкоряються суворому академічному центру оцінки. Tigerscheme була заснована в 2007 році за принципом, що комерційна схема сертифікації, що діє на незалежних лініях, надасть покупцям послуг з тестування безпеки впевненість в тому, що вони найняли визнану і авторитетну компанію. У червні 2014 року оперативний орган Tigerscheme був переданий до USW Commercial Services Ltd.

### Британська рада з електронного бізнесу
UKCeB — некомерційна членська організація, чия місія полягає в тому, щоб трансформувати безпечний обмін інформацією протягом співпраці в області придбання і підтримки в області оборони.

### Британське комп'ютерне суспільство (BCS)
BCS — є професійним органом і науковим товариством, яка представляє тих, хто працює в галузі інформаційних технологій, як в Сполученому Королівстві, так і на міжнародному рівні. Він має групу безпеки, даних і конфіденційності.

## Академічні центри
Академічні центри в дослідженнях в області кібербезпеки
GCHQ акредитував кілька передових академічних центрів в галузі досліджень в області кібербезпеки:
- Бристольський університет
- Імперський коледж Лондона
- Університет Ланкастер
- Оксфордський університет
- Королівський університет Белфасту
- Королівський коледж Гелловей
- Саутгемптонський університет
- Університетський коледж Лондона
- Кембриджський університет
- Бірмінгемський університет
- Ньюкаслський університет
- Університет Суррея
- Університет Кенту

Ці акредитації закінчуються в липні 2017 року, відповідно результати процесу повторної акредитації очікуються в середині лютого 2017 року.
Дослідницька група з інформаційної безпеки Університету Південного Уельсу
Дослідницька група з інформаційної безпеки (ISRG) в Університеті Південного Уельсу є багатопрофільною групою вчених і промислових експертів, що займаються кібербезпекою.
Зокрема, група фокусується на:
- мережевій безпеці;
- виявленні вторгнень і на безпеці бездротової мережі;
- пенсійному тестуванні і оцінці вразливості;
- комп'ютерній криміналістиці і візуалізації цифрових доказів;
- оцінці загрози і управління ризиками.

Центр кібербезпеки Університету Де Монфорт
Центр кібербезпеки (CSC) в університеті Де Монфор — є багатопрофільною групою вчених, які зосереджені на широкому спектрі питань кібербезпеки і цифровій криміналістиці. Місія Центру полягає в тому, щоб надати всі переваги для безпечного і гнучкого кіберпростору.